# Delphine Depardieu
Pour les articles homonymes, voir Depardieu.
Delphine Depardieu, née le 8 mars 1979 à Cannes (Alpes-Maritimes), est une actrice française

## Biographie
Fille du producteur de cinéma Alain Depardieu et de Jacqueline Anne-Marie Duval, elle est la nièce de Gérard Depardieu, cousine de Julie et de Guillaume Depardieu. Formée à l'École internationale de création audiovisuelle et de réalisation (Eicar), au cours Simon et au cours de Jean-Laurent Cochet, elle s’oriente vite vers la scène et le cinéma.
En 2023, elle fonde, à Paris, avec Charles Bonnier, Axel Blind et Arnaud Denis, l'Académie Aparté (Académie professionnelle des arts pour le rayonnement du théâtre et de l'enseignement), une école de formation aux métiers de l'acteur.
En décembre 2024, elle reçoit le Prix du Brigadier pour son interprétation dans Les Liaisons dangereuses.
En avril 2025, elle reçoit le Molière de la comédienne dans un spectacle de théâtre privé pour Les Liaisons dangereuses

## Filmographie

### Cinéma

#### Longs métrages
- 2006 : Antonio Vivaldi, un prince à Venise de Jean-Louis Guillermou : Zanetta Vivaldi
- 2006 : Lisa et le pilote d’avion de Philippe Barassat :
- 2008 : Astérix aux Jeux olympiques de Thomas Langmann : Servante Irina
- 2009 : Une affaire d'État d'Éric Valette : Marie Malinvaud
- 2010 : Streamfield, les carnets noirs de Jean-Luc Miesch : L'étudiante
- 2011 : Equinoxe de Laurent Carcélès : Camille
- 2013 : Hasta mañana de Sébastien Maggiani et Olivier Vidal : Marie
- 2017 : La Dormeuse Duval de Manuel Sanchez : Maryse Duval
- 2017 : The Return de Kastriot Abdyli : Sabine
- 2021 : Happy Night de Mustafa Ozgun : Isabelle
- 2025 : Parce que c'est toi de Mustafa Ozgun

#### Courts métrages
- 2004 : Last Game de Fred Bargain :
- 2004 : La Légende des Mille étangs d'Alain Baptizet :
- 2004 : La musique adoucit les meurtres de Jean-Pierre Ybert et Eve Laudenback : la clarinettiste
- 2006 : Jusqu'au noir de Jean-Benoît Souilh :
- 2008 : Offres spéciales de Jean-Pierre Ybert : Mélanie Coll
- 2012 : Bonjour Madame Bonjour Monsieur de Mohamed Fekrane : la responsable de l'immeuble
- 2012 : Golden Ages : Love vs. Neglect de Nathalie Bienvenu
- 2013 : L'Homme sans musique de Stefano Arduino : Marine
- 2014 : Le Dernier Noël de Harry Bozino
- 2015 : D'amour et d'eau fraîche de Diego de la Fuintes
- 2017 : Détour de Michel Gondry : la mère

### Télévision
- 2005 : Rose et Val de Stéphane Kappes (série télévisée)
- 2005 : Julie Lescaut (série télévisée), épisode Une affaire jugée de Daniel Janneau : Melissa
- 2008 : Duval et Moretti (série télévisée), épisode César à deux doigts de la mort de Denis Amar : la femme de Blaise
- 2010 : Délit de fuites de Jean-Claude Islert (téléfilm)
- 2012 : De filles en aiguilles de Yann Dupuy (téléfilm) : Elodie
- 2015 : Les Dames, épisode Dame de feu de Camille Bordes-Resnais et Alexis Lecaye (série télévisée) : Sybil
- 2018 : Les Manants du roi (Vendée 1793 - 1796) de Guillaume Laidet
- 2023 : Tandem (série télévisée), saison 7, épisode 3 Terre promise de Lionel Chatton : Bérangère Dutriaux
- 2024 : Astrid et Raphaëlle (série télévisée), saison 5, épisode 7 On achève bien les jockeys de David Ferrier : Elsa de Tersi

### Clips
- 2008 : Je monte la garde du groupe Subway tiré du court métrage du même nom, réalisé par Pascal Zabu. Enregistré par Sylvain Jourzac à Paris et à Riom.
- 2012 : Chope la! du groupe PP Noc, réalisé par Nicolas Ragni, avec Pascal Provost

## Théâtre

### Comédienne
- 2002 : Chute de vie, mise en scène Jean-Benoît Souilh, Salon d’honneur de l'Hôtel des Invalides
- 2006 : Délit de fuites de Jean-Claude Islert, mise en scène Jean-Luc Moreau, avec Roland Giraud, théâtre de la Michodière
- 2008 : Traitement de choc de Chris Orlandi, mise en scène Olivier Belmondo, théâtre du Petit Gymnase
- 2008 : Jupe obligatoire de Nathalie Vierne, mise en scène Nathalie Vierne, Prix du public aux Prix Raimu de la comédie (2009),
- 2009 : Un oreiller ou trois, mise en scène Olivier Belmondo, avec Paul Belmondo, théâtre des nouveautés
- 2009 : Le Bug de Richard Strand, mise en scène Beata Nilska, théâtre La Bruyère
- 2010 : Le Misanthrope ou l'Atrabilaire amoureux de Molière, mise en scène Nicolas Rigas, théâtre du Petit Monde, Festival Off d'Avignon
- 2010 : Aimer de Paul Géraldy, Espace La Comedia
- 2011 : Ménage à trois de Roberto Traverso, mise en scène Marco Rampoldi, production théâtre français de Milan, Teatro Franco Parenti
- 2011 : Bouleversé(e), mise en scène Anouche Setbon et Bruno Banon, théâtre de l'Atelier
- 2011 : De filles en aiguilles de Robin Hawdon adaptation Stewart Vaughan et Jean-Christophe Barc, mise en scène Jacques Décombe, Théâtre de la Michodière
- 2012 : Plus vraie que nature de Martial Courcier, mise en scène Raphaëlle Cambray, avec Paul Belmondo et Jean Martinez, Comédie Bastille, Paris
- 2013 : Full of life d'après le roman de John Fante, avec Bruno Conan et les voix-off de Delphine Depardieu et de Popeck
- 2014 : La Pèlerine écossaise de Sacha Guitry, mise en scène Pierre Laville, Théâtre Daunou, Paris
- 2015 : La chanson des nuages de David Friszman, mise en scène David Friszman, Théâtre Au coin de la lune, Avignon
- 2015 :  Un Deux Trois... Soleil de Christelle George, mise en scène Michel Voletti, Théâtre Le Ranelagh, Paris
- 2016 :  Le dernier baiser de Mozart de Alain Teulié, mise en scène Raphaëlle Cambray, Théâtre Actuel Festival off d'Avignon et théâtre Petit Montparnasse, Paris
- 2019 :  Le Désir attrapé par la queue de Pablo Picasso, mise en scène Thierry Harcourt, hôtel des Invalides, Paris
- 2020 :  La Mégère apprivoisée de William Shakespeare, adaptation et mise en scène Frédérique Lazarini, avec Cédric Colas, Maxime Lombard, Pierre Einaudi, Guillaume Veyre, Artistic Théâtre, Paris  et Théâtre du Chêne Noir, Avignon
- 2020 :  Badine adaptation de On ne badine pas avec l’amour d'Alfred de Musset, mise en scène et adaptation Salomé Villiers, avec Benjamin Egner, Catherine Cyler, Benjamin Egner, Bernard Malaka, Milena Marinelli, Adrien Biry Vicente , Théâtre Nouvelle France à Le Chesnay-Rocquencourt, ouverture du mois Molière à Versailles, Théâtre des Gémeaux Festival off d'Avignon
- 2021 : Badine d'après Alfred de Musset, mise en scène de Salomé Villiers, Théâtre des Gémeaux, Festival off d'Avignon
- 2021 : La Mégère apprivoisée de William Shakespeare, mise en scène Frédérique Lazarini, théâtre du Chêne noir (festival off d'Avignon)
- 2021 : L'Importance d'être Constant d'Oscar Wilde, mise en scène Arnaud Denis, théâtre Hébertot, Paris
- 2023 : Le Père Goriot de Honoré de Balzac, mise en scène David Goldzahl, au festival Les Trois Coups de Jarnac
- 2023 : Les liaisons dangereuses de Pierre Choderlos de Laclos, mise en scène Arnaud Denis, au Théâtre Tête d'or, Lyon, puis en tournée
- 2024 : Les liaisons dangereuses de Pierre Choderlos de Laclos, mise en scène Arnaud Denis, à la Comédie des Champs-Élysées
- 2024 : Le Père Goriot de Honoré de Balzac, mise en scène David Goldzahl, avec Jean-Benoît Souilh et Duncan Talhouët, au Théâtre des Gémeaux Parisiens à Paris

### Mise en scène
- 2024 : Le Schpountz de Marcel Pagnol, mise en scène Delphine Depardieu et Arthur Cachia, création au Festival "À la bonne mère" à Marseille

### Direction artistique
- Spectacle : Naho, tellement folle!

## Distinctions

### Récompenses
- 2024 : Prix du Brigadier pour son interprétation pour Les Liaisons dangereuses
- Molières 2025 : Molière de la comédienne dans un spectacle de théâtre privé pour Les Liaisons dangereuses

### Nominations
- Southampton International Film Festival 2014 : meilleure actrice pour Hasta mañana
- Molières 2017 : Molière de la révélation féminine pour Le dernier baiser de Mozart
- NextActorStudio's International Film Festival of Houston 2018 : meilleure actrice
- Los Angeles Film Awards 2018 : mention d'honneur pour un second rôle féminin pour La Dormeuse Duval